# Epyaxa subidaria
Epyaxa subidaria (tên tiếng Anh: Subidaria Moth) là một loài bướm đêm thuộc họ Geometridae. Nó là loài bản địa của Úc, bao gồm Tasmania.

## Hình ảnh

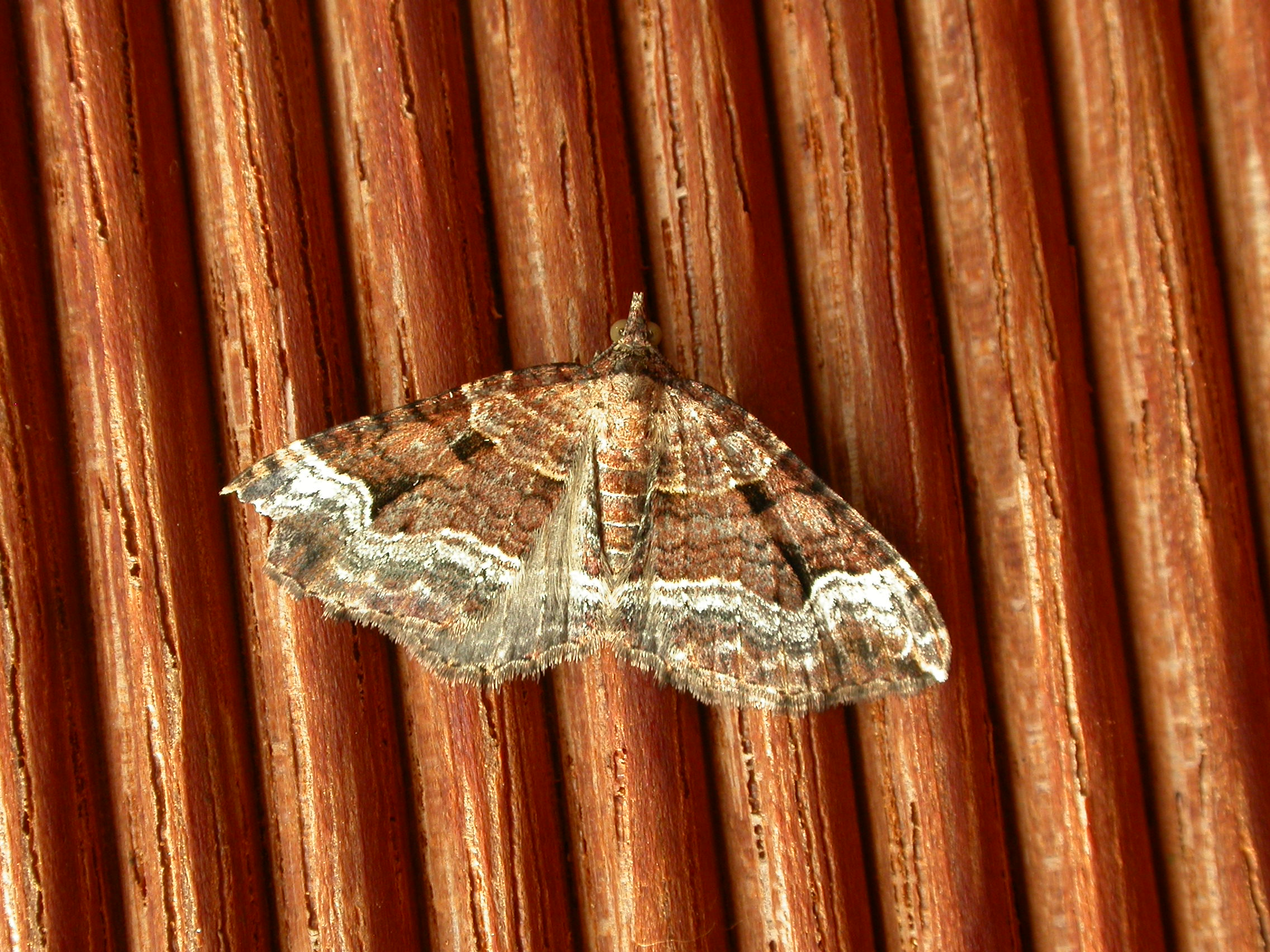
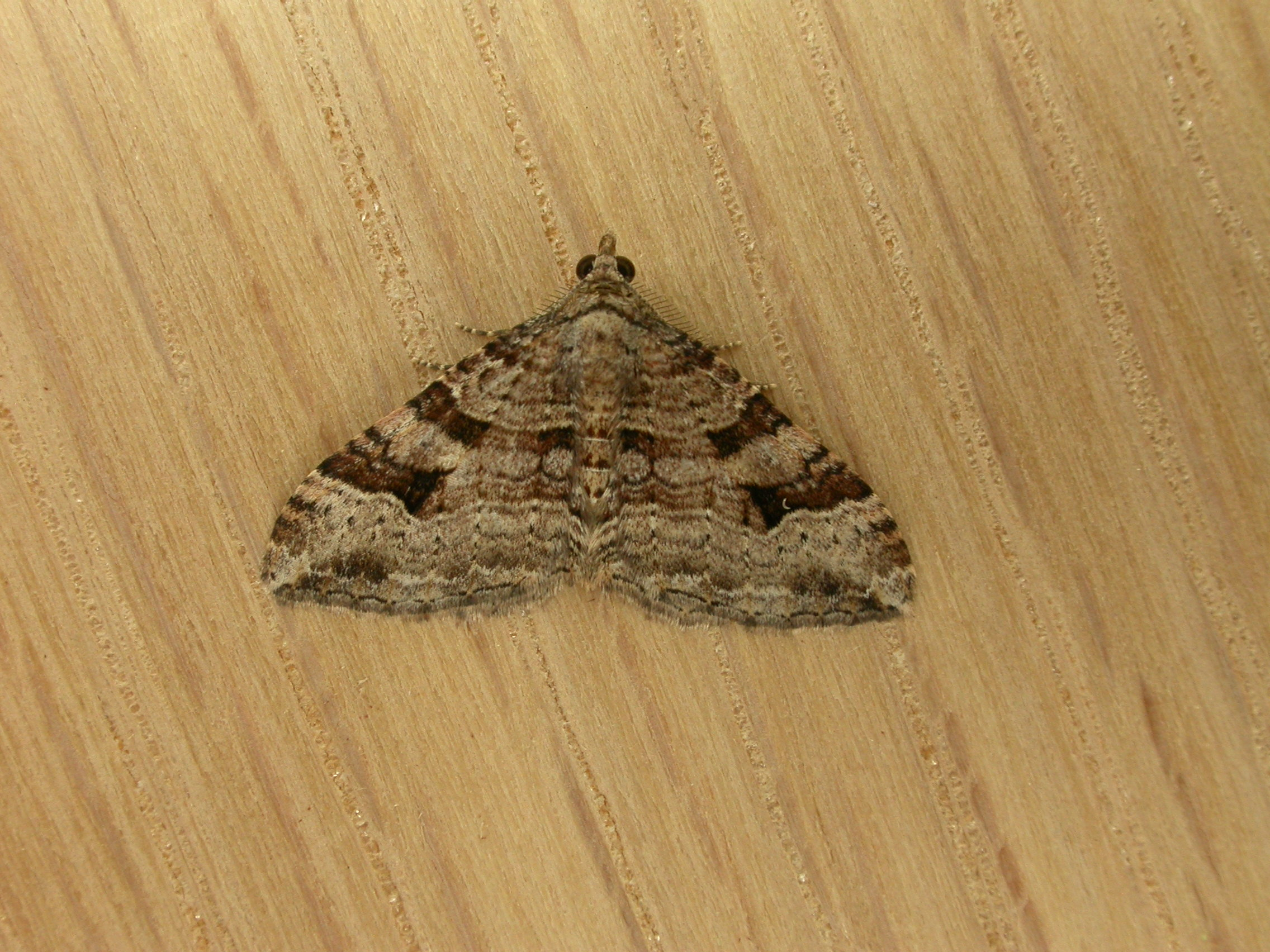
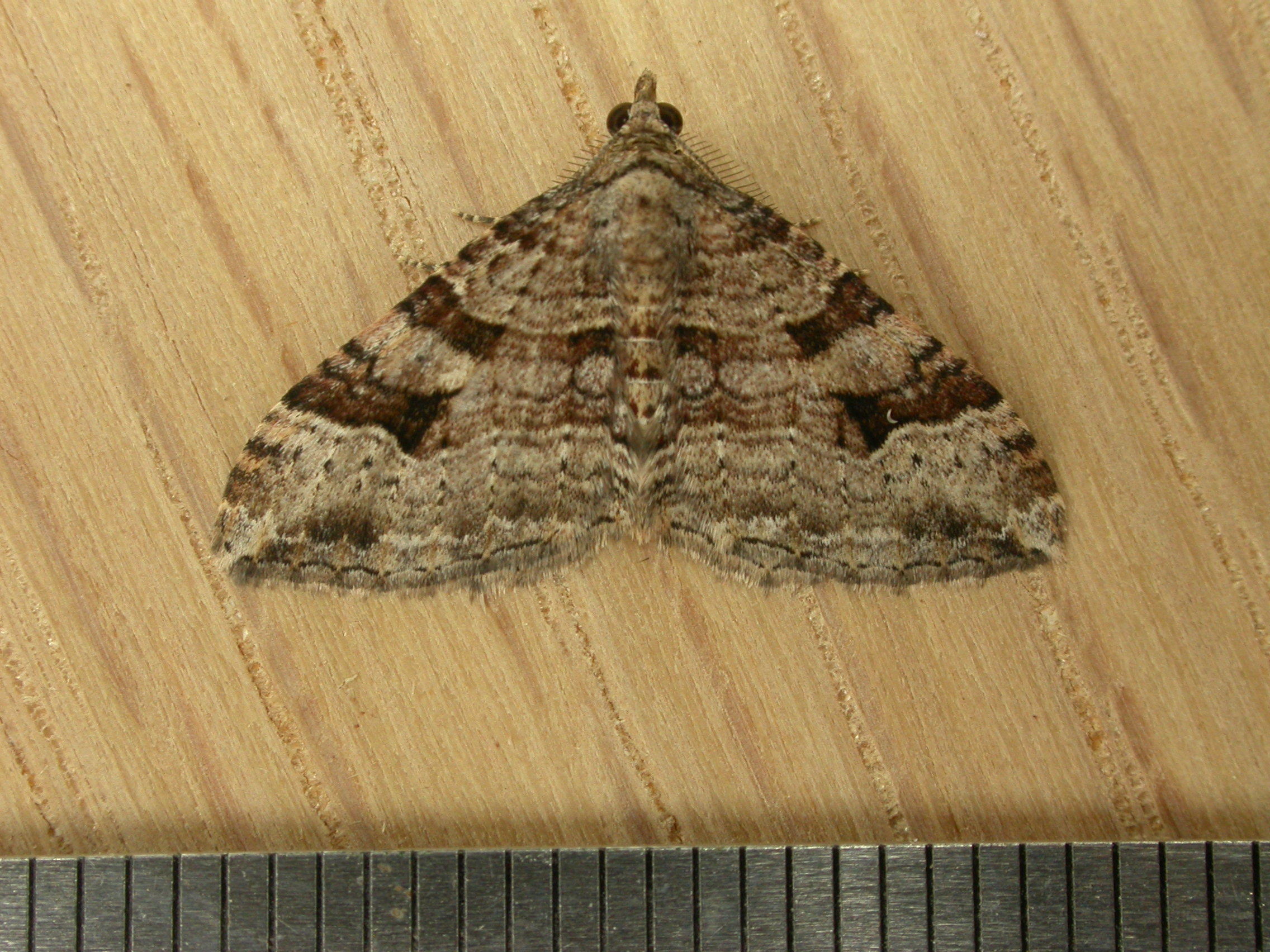
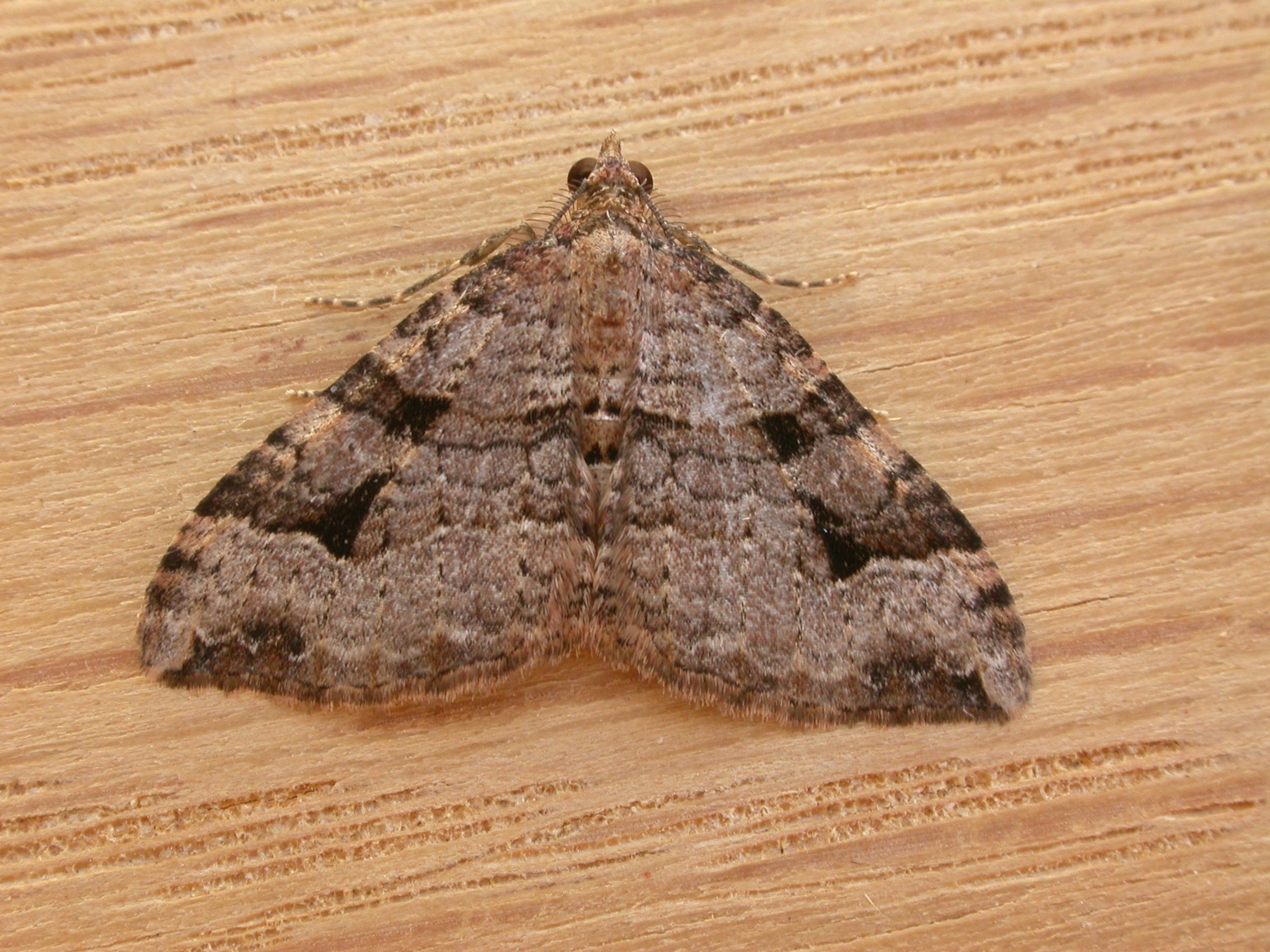